# Ips cembrae
Ips cembrae là một loài côn trùng trong họ Curculionidae. Loài này được Heer miêu tả khoa học đầu tiên năm 1836.
Đây là loài gây hại của các cây trong chi Larix, phát triển phổ biến ở Nga.